# Arnold von Rosenberg
Arnold Julius Anton Freiherr von Rosenberg (* 10. Mai 1824; † 4. Februar 1883) war ein preußischer Landrat im Kreis Waldenburg (1854–1866) der Provinz Schlesien. Er wirkte zudem als Kammerherr und Zeremonienmeister.

## Leben
Rosenberg gehörte zum Adelsgeschlecht Rosenberg-Gruszczynski. Am 4. September 1809 erfolgte die Bestätigung zur Führung des Freiherrntitels unter der Erlaubnis der Ablegung des Zusatzes Gruszczynski und der namentlichen Führung Freiherren von Rosenberg.
Seine Eltern waren Anton Heinrich Freiherr von Rosenberg (* 1790; † 1849) und dessen zweite Ehefrau Laura Benigna Humana von Gentzkow (* 1801). Der Vater, Erbherr auf Klötzen im Regierungsbezirk Marienwerder, Provinz Preußen, General-Landschafts-Direktor für Westpreußen, war in erster Ehe liiert mit Franciska Wilhelmine Freiin von Schleinitz (* 1794; † 1818). Arnold Freiherr von Rosenberg hatte acht Geschwister und eine Stiefschwester. Der Diplomat Adalbert Freiherr von Rosenberg war sein Stiefbruder. Sein Wohnsitz war Heinrichau.
Am 24. Mai 1856 heiratete er in Berlin die Gutsbesitzerstochter Eugenie Freiin von Mecklenburg-Pantlitz (* 1. Februar 1834), Tochter der Adelaide von Platen und des Freiherrn Heinrich von Mecklenburg (* 1771; † 1862) auf Pantlitz. Das Ehepaar Eugenie und Arnold von Rosenberg hatte keine Kinder.
Arnold von Rosenberg wurde am 24. Juni 1872 in Sonnenburg als Ehrenritter in den Johanniterorden aufgenommen und war zuletzt Rechtsritter dieser Kongregation.